# Broodje smos
Een broodje smos, soms smos of smoske genoemd, is de Vlaamse naam voor een langwerpig broodje of stokbrood belegd met ham, kaas, kropsla, hardgekookt ei, tomaat, mayonaise, augurk of komkommer. De naam komt van het Vlaamse woord 'smossen', dat morsen betekent. Er wordt tussen het broodje zo veel beleg gestoken dat tijdens het eten vaak gemorst wordt. In sommige delen van het land wordt de term "smos", zonder het suffix -ke, vaker gebruikt. In Wallonië wordt de benaming "dagobert" gebruikt, en in Brussel "sandwich club".
Het broodje wordt eerst besmeerd met mayonaise en vervolgens belegd met kaas en ham, kropsla, tomaat, komkommer of augurk, en schijfjes hardgekookt ei. 
In Antwerpen gebruiken ze het woord smos voor een broodje zonder kaas en ham maar met groente. In dat geval wordt het beleg expliciet genoemd (bijvoorbeeld, een smos kaas of smos ham). Enkel populaire variaties zijn  smoske krabsalade, smos kip-curry, en smos tonijnsla. Ook zijn er varianten waarbij men frituurproducten zoals een curryworst (smos curryworst) of Mexicano (smos Mexicano) tussen het broodje legt. Waar een gewoon smoske enkele uren bewaard kan worden, moeten de laatsten warm worden gegeten.
Andere variaties zijn terug te vinden in bijvoorbeeld de saus (zo kan de mayonaise worden vervangen door een ander saus), of in het toevoegen of weglaten van groenten (bijvoorbeeld smos kip met extra worteltjes, geen tomaat en cocktailsaus).
In West- en Oost-Vlaanderen, Limburg en Vlaams-Brabant betekent een broodje smos een broodje met ham en kaas en de normale garnituur.
Het broodje heeft overeenkomsten met het Nederlandse broodje gezond.